# لوچ پاکستانی
لوچ پاکستانی(Botia almorhae)، که بنام لوچ یویو و لوچ آلمورا نیز شناخته میشود یک ماهی آب شیرین متعلق به خانواده لوچ (Botiidae) است. خاستگاه آن آبهای آرام و ساکن حوضه رود گنگ در شمال هند و احتمالاً کشور نپال است.   با وجود نام رایج لوچ پاکستانی در پاکستان شناخته نشده است (گونه خاص در این کشور B. birdi است).  

## همچنین ببینید
- لیست گونه های ماهی آکواریومی آب شیرین

## مراجع
1. 1 2 3  SeriouslyFish: Botia almorhae. Retrieved 15 July 2014.
2. 1 2 3  Grant, S. (2007). Fishes of the genus Botia Gray, 1831, in the Indian region (Teleostei: Botiidae). Ichthyofile 2: 1-106
3. ↑  Chaudhry, S. (2010). "Botia almorhae". The IUCN Red List of Threatened Species. IUCN. 2010: e.T168483A6500554. doi:10.2305/IUCN.UK.2010-4.RLTS.T168483A6500554.en. Retrieved 4 January 2018.
4. ↑  Kottelat, M. (2012): Conspectus cobitidum: an inventory of the loaches of the world (Teleostei: Cypriniformes: Cobitoidei). بایگانی‌شده  در ۱۱ فوریه ۲۰۱۳ توسط Wayback Machine The Raffles Bulletin of Zoology, Suppl. No. 26: 1-199.

- Froese, Rainer, and Daniel Pauly, eds. (2014). "Botia almorhae" in FishBase. 09 2014 version.